# Iglesia de la Merced (Ronda)
La iglesia de la Merced de Ronda (provincia de Málaga, España), aún conserva el huerto y su primera edificación fechada en 1585. 

## Interior
Está compuesta por tres naves, la central se cubre con bóveda de cañón, con lunetos y fajones, que se apoyan sobre un entablamento con cornisa volada sobre pilastras dobladas decoradas en su fuste con placas de yeso. Las pilastras se adosan a pilares cuadrangulares sobre los que se voltean los arcos de medio punto que separan la nave central de las laterales, actualmente cegados, ya que estas se han compartimentado en celdas.
El crucero se cubre con cúpula sobre tambor con ventanillas pareadas. El presbiterio rectangular se cubre con bóveda de cañón con lunetos. Lleva un camarín cuadrado con bóveda de media naranja y decoración pictórica.

## Fachada
La fachada consta de tres calles de mampostería divididas por pilastras de ladrillo. La portada es de piedra con arco de medio punto de rosca moldurada y jambas de casetones. La clave lleva motivos vegetales y en las enjutas decoración de punta de diamante. El arco está enmarcado por pilastras cajeadas con capiteles acanalados rematados por pirámides.
En el lado derecho de la fachada se sitúa la torre octogonal de ladrillo revocado que imita sillería de piedra.

## Bienes muebles
De los bienes muebles que conserva cabe mencionar el relicario de plata dorada con incrustaciones de piedras preciosas que contiene la mano incorrupta de Santa Teresa de Jesús, adscrita al siglo XVII. Destaca también la imagen de una dolorosa bajo la advocación de la Soledad (siglo XIX) y lienzos al óleo del siglo XVII, entre los que se debe resaltar el que representa escenas de la vida de San Pedro Nolasco cuya autoría se atribuye a fray Agustín Leonardo (siglo XVII).